# Списак утакмица фудбалске репрезентације Јапана (2010—2019)

## 2010
| Датум              | Противник       | Резултат | Голови | Локација                                                       | Такмичење                                     |
| ------------------ | --------------- | -------- | ------ | -------------------------------------------------------------- | --------------------------------------------- |
| 6. јануар 2010.    | Јемен           | Поб      | 3 : 2  | Али Мухезен стадион, Сана, Јемен                               | Квалификације за АФК Азијски куп 2011.        |
| 2. фебруар 2010.   | Венецуела       | Нер      | 0 : 0  | Оита стадион, Оита, Јапан                                      | Пријатељска утакмица                          |
| 6. фебруар 2010.   | Кина            | Нер      | 0 : 0  | Токио стадион, Токио, Јапан                                    | Првенство источне азије 2010.                 |
| 11. фебруар 2010.  | Хонгконг        | Поб      | 3 : 0  | Олимпијски стадион, Токио, Јапан                               | Првенство источне азије 2010.                 |
| 14. фебруар 2010.  | Јужна Кореја    | Пор      | 1 : 3  | Олимпијски стадион, Токио, Јапан                               | Првенство источне азије 2010.                 |
| 3. март 2010.      | Бахреин         | Поб      | 2 : 0  | Тојота стадион, Тојота, Јапан                                  | Квалификације за АФК Азијски куп 2011.        |
| 7. април 2010.     | Србија          | Пор      | 0 : 3  | Нагаи, Осака, Јапан                                            | Пријатељска утакмица                          |
| 24. мај 2010.      | Јужна Кореја    | Пор      | 0 : 2  | Саитама стадион 2002, Саитама, Јапан                           | Пријатељска утакмица                          |
| 30. мај 2010.      | Енглеска        | Пор      | 1 : 2  | УПЦ-арена, Грац, Аустрија                                      | Пријатељска утакмица                          |
| 4. јун 2010.       | Обала Слоноваче | Пор      | 0 : 2  | Турбилион стадион, Сион, Швајцарска                            | Пријатељска утакмица                          |
| 14. јун 2010.      | Камерун         | Поб      | 1 : 0  | Стадион Фри стејт, Блумфонтејн, Јужноафричка Република         | Светско првенство у фудбалу 2010. Група Е     |
| 19. јун 2010.      | Холандија       | Пор      | 0 : 1  | Стадион Мозес Мабида, Дурбан, Јужноафричка Република           | Светско првенство у фудбалу 2010. Група Е     |
| 24. јун 2010.      | Данска          | Поб      | 3 : 1  | Краљевски стадион Бафокенг, Рустенбург, Јужноафричка Република | Светско првенство у фудбалу 2010. Група Е     |
| 29. јун 2010.      | Парагвај        | Нер      | 0 : 0  | Стадион Лофтус Версфелд, Преторија, Јужноафричка Република     | Светско првенство у фудбалу 2010. Нокаут фаза |
| 4. септембар 2010. | Парагвај        | Поб      | 1 : 0  | Интернационални стадион Јокохама, Јапан                        | Пријатељска утакмица                          |
| 7. септембар 2010  | Гватемала       | Поб      | 2 : 1  | Нагаи, Осака, Јапан                                            | Пријатељска утакмица                          |
| 8. октобар 2010.   | Аргентина       | Поб      | 1 : 0  | Саитама стадион 2002, Саитама, Јапан                           | Пријатељска утакмица                          |
| 12. октобар 2010.  | Јужна Кореја    | Нер      | 0 : 0  | Стадион светског купа, Сеул, Јужна Кореја                      | Пријатељска утакмица                          |